# Austroplebeia symei
Austroplebeia symei är en biart som först beskrevs av Rayment 1932.  Austroplebeia symei ingår i släktet Austroplebeia och familjen långtungebin. Inga underarter finns listade.

## Bildgalleri

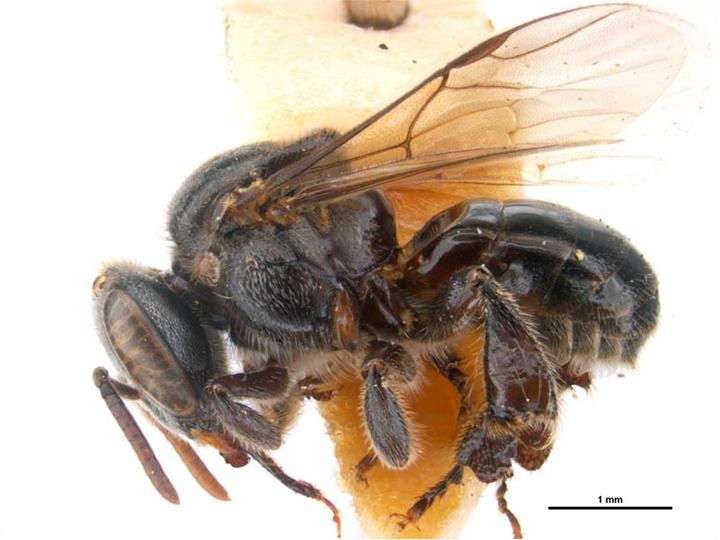
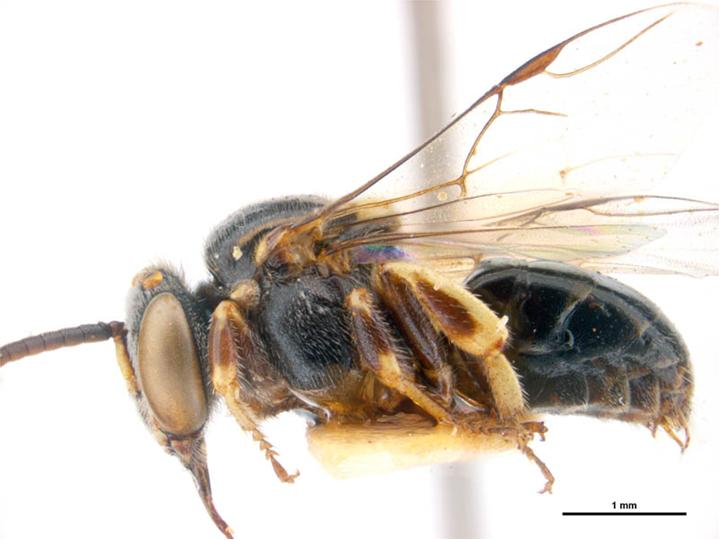